# Jordy Makengo
Jordy Makengo Basambundu (* 3. August 2001 in Saint-Denis) ist ein französisch-kongolesischer Fußballspieler. Der Verteidiger steht beim SC Freiburg unter Vertrag.

## Karriere
Nach seinen Anfängen in der Jugendabteilung des FC Gobelins wechselte er im Sommer 2017 in die Jugendabteilung des AJ Auxerre. Im Sommer 2019 wurde er in den Kader der zweiten Mannschaft in der vierten französischen Liga aufgenommen. Nachdem er in zwei Spielzeiten zu vier Einsätzen gekommen war, wechselte er im Sommer 2021 nach Deutschland zum SC Freiburg II in die 3. Liga. Nach fünf Einsätzen in seiner ersten Saison für die Freiburger Zweitmannschaft, zählte er in der Saison 2022/23 zumeist als linker Verteidiger zur Stammmannschaft, als das Team die Saison auf dem zweiten Platz abschloss.
Zur Saison 2023/24 rückte Makengo in die erste Mannschaft auf, blieb jedoch noch ohne Einsatz in der Bundesliga. Nach Saisonstart verletzte sich der Freiburger Kapitän und Linksverteidiger Christian Günter, der zunächst durch Lukas Kübler vertreten wurde. Am 10. Spieltag beim 3:3-Unentschieden gegen Borussia Mönchengladbach kam Makengo nach Einwechslung für Kübler zur zweiten Halbzeit zu seinen ersten Bundesligaminuten. Daraufhin kam er öfter in der Profimannschaft zum Einsatz. Am 13. Spieltag absolvierte er gegen den 1. FSV Mainz 05 sein erstes Bundesligaspiel über 90 Minuten und avancierte anschließend zum Stammspieler auf der linken Abwehrseite. Auch in der Europa League debütierte Makengo und stand am 5. Spieltag beim 5:0-Heimsieg gegen Olympiakos Piräus das erste Mal in der Startaufstellung. Nach Günters Rückkehr rückte Makengo wieder ins zweite Glied und kam in den restlichen Saisonspielen noch zu einigen Einwechslungen.